# George Band
George Christopher Band OBE (ur. 2 lutego 1929 na Tajwanie , zm. 26 sierpnia 2011 w Hampshire) – brytyjski wspinacz.
Zaczął się wspinać w Alpach, gdy studiował w Queens’ College  na Uniwersytecie Cambridge. Był najmłodszym uczestnikiem brytyjskiej ekspedycji na Mount Everest w 1953 r. Dwa lata później on i Joe Brown jako pierwsi zdobyli Kanczendzongę. Z szacunku dla religii mieszkańców Nepalu i Sikkimu zatrzymali się kilka metrów przed szczytem.
W 2005 r. jako 76-latek Band doszedł do bazy na południowo-zachodnim stoku Kanczendzongi w Nepalu.
Swoje wędrówki opisał w książkach. Otrzymał Order Imperium Brytyjskiego (OBE) w 2009 r.